# Vladimír Černušák
Vladimír Černušák  (* 25. November 1921 in Nové Mesto nad Váhom; † 15. Januar 2018 in Bratislava) war ein slowakischer Sportfunktionär.

## Allgemeines
Vladimír Černušák diente als Kadett in der slowakischen Armee und war im August 1944 am slowakischen Nationalaufstand gegen die Besetzung durch die deutsche Wehrmacht beteiligt. Bei den Kämpfen geriet er in Gefangenschaft, konnte jedoch auf dem Transport nach Leopold entkommen.
Nach dem Ende des Zweiten Weltkrieges studierte Černušák Geographie und Sport an der Comenius-Universität Bratislava. Nach Abschluss seines Studiums arbeitete er als Sportpädagoge an der Fakultät für Leibeserziehung und Sport der Universität. Er war auch für das Bildungsministerium und die pädagogische Fakultät der Karls-Universität in Prag tätig. Von 1963 bis 1966 war er Vizerektor der Comenius-Universität, 1975 wurde ihm der Professorentitel verliehen.

## Sportadministration
Vladimír Černušák war Mitglied des tschechoslowakischen NOKs und war von 1969 bis 1992 Vizepräsident. Noch vor der Aufteilung der Tschechoslowakei in Tschechien und Slowakei wurde das NOK der Slowakei gegründet. Černušák wurde zum ersten Präsidenten des Komitees gewählt. Das Amt hatte er bis 1999 inne, danach wurde er Ehrenpräsident.

## IOC-Mitgliedschaft
1981 wurde Vladimír Černušák zum IOC-Mitglied gewählt. 2001 endete seine Mitgliedschaft aus Altersgründen, seitdem war er Ehrenmitglied.

## Einzelnachweis
1. ↑  Zomrel prvý šéf Slovenského olympijského výboru Vladimír Černušák